# Limnonectes poilani
Limnonectes poilani es una especie de anfibio anuro de la familia Dicroglossidae.

## Distribución geográfica
Esta especie se encuentra en el sur de Vietnam y el este de Camboya.

## Etimología
Esta especie lleva el nombre en honor a Eugène Poilane.

## Publicación original
- Bourret, 1942: Les Batraciens de l'Indochine. Hanoi, Institut Océanographique de l'Indochine.[6]